# ISO 7380
ISO 7380 er en ISO standard for en Bolt med Indvendig 6-Kant (Unbrako).
En bolt ISO 7380 er en af de mest brugte bolte inden for befæstelse området.
| Gevind     | M 3  | M 4 | M 5  | M 6  |
| ---------- | ---- | --- | ---- | ---- |
| Bredde dk: | 5.7  | 7.6 | 9.5  | 10.5 |
| Bredde dc: | 6.9  | 9.4 | 11.8 | 13.6 |
| Bredde k:  | 1.65 | 2.2 | 2.75 | 3.3  |
| Bredde s:  | 2    | 2.5 | 3    | 4    |
| ISR:       | T10  | T20 | T25  | T30  |

| Gevind     | M 3  | M 4 | M 5  | M 6  |
| ---------- | ---- | --- | ---- | ---- |
| Bredde dk: | 5.7  | 7.6 | 9.5  | 10.5 |
| Bredde dc: | 6.9  | 9.4 | 11.8 | 13.6 |
| Bredde k:  | 1.65 | 2.2 | 2.75 | 3.3  |
| Bredde s:  | 2    | 2.5 | 3    | 4    |
| ISR:       | T10  | T20 | T25  | T30  |